# Oswald Boelcke
Oswald Boelcke (Giebichenstein (ma Halle városrésze), 1891. május 19. – Bapaume, Pas-de-Calais, 1916. október 28.) volt az első igazi vadászrepülő egység parancsnoka. 
1914. augusztus 15-én kapta kézhez a pilótaigazolványát. Pilótaként került La Ferte-be, a 13. tábori repülő alakulathoz. Testvérével, Wilhemmel, aki megfigyelője volt, sok bevetésen vett részt Albatros B II típusú repülőgépével. Repülési naplója tanúsítja, hogy 1915 elejére már 42 bevetésen volt túl, elsők között repült egyfedelű vadászgéppel az Albatros I-el. 1916 elején megbízták az újonnan szervezett 2. vadászrepülő század parancsnokságával. A 40 légi győzelmet számláló pilótát sohasem győzték le. 1916. október 28-án a Somme fölött vesztette életét úgy, hogy társa éles ívben belecsapódott a gépébe, Boelcke azonnal lezuhant és repülőhalált halt. Rendelkezett a Pour le Mérite-érdemrenddel és számos más kitüntetéssel.

## Fiatalkora
Oswald Boelcke egy tanító fiaként látta meg a napvilágot 1891. május 19-én Giebichensteinben. A családnevük eredetileg Bölcke volt, de Oswald és bátyja később elhagyta az ékezetet és a német írásmód helyett a latint választotta: (ö=oe) a kiejtés mindkét esetben ugyanaz. A tanulmányai elvégzése után, a 3. távíró (híradó) ezredhez került Koblenzbe. 1914 közepén a légierőhöz helyezték. Repülőkiképzése ez év májusától augusztusig tartott a halberstadti repülőiskolán. A tanfolyam elvégzése után aktív frontszolgálatra vezényelték.

## Győzelmei
Az alábbi táblázaton láthatjuk, hogy ha nem történik meg Boelcke halálos balesete, akár túlszárnyalhatta volna a legjobb első világháborús pilótát, Manfred von Richthofen-t.
| Sorszám | Idő                  | Egység  | Ellenfél            |
| ------- | -------------------- | ------- | ------------------- |
| 1       | 1915. július 4.      | FA 62   | Morane Parasol      |
| 2       | 1915. augusztus 19.  | FA 62   | Bristol Biplane     |
| 3       | 1915. szeptember 9.  | FA 62   | Morane two-seater   |
| 4       | 1915. szeptember 25. | FA 62   | Farman              |
| 5       | 1915. október 16.    | FA 62   | Voisin              |
| 6       | 1915. október 30.    | FA 62   | Two-seater          |
| 7       | 1916. január 5.      | FA 62   | B.E.2c              |
| 8       | 1916. január 12.     | FA 62   | R.E.7               |
| 9       | 1916. január 14.     | FA 62   | B.E.2c              |
| 10      | 1916. március 12.    | FA 62   | Farman              |
| 11      | 1916. március 13.    | FA 62   | Voisin              |
| 12      | 1916. március 19.    | FA 62   | Farman              |
| 13      | 1916. március 21.    | FA 62   | Farman              |
| 14      | 1916. április 28.    | FA 62   | Caudron             |
| 15      | 1916. május 1.       | FA 62   | Biplane             |
| 16      | 1916. május 18.      | FA 62   | Caudron-kétrotoros  |
| 17      | 1916. május 21.      | FA 62   | Nieuport            |
| 18      | 1916. május 21.      | FA 62   | Nieuport            |
| 19      | 1916. június 27.     | FA 62   | Nieuport            |
| 20      | 1916. szeptember 2.  | Jasta 2 | D.H.2               |
| 21      | 1916. szeptember 8.  | Jasta 2 | F.E.2b              |
| 22      | 1916. szeptember 9.  | Jasta 2 | D.H.2               |
| 23      | 1916. szeptember 14. | Jasta 2 | Sopwith 1½ Strutter |
| 24      | 1916. szeptember 14. | Jasta 2 | D. H. 2             |
| 25      | 1916. szeptember 15. | Jasta 2 | Sopwith 1½ Strutter |
| 26      | 1916. szeptember 15. | Jasta 2 | Sopwith 1½ Strutter |
| 27      | 1916. szeptember 17. | Jasta 2 | F.E.2b              |
| 28      | 1916. szeptember 19. | Jasta 2 | Morane 1            |
| 29      | 1916. szeptember 27. | Jasta 2 | Martinsyde G.100    |
| 30      | 1916. október 1.     | Jasta 2 | Felderítő           |
| 31      | 1916. október 7.     | Jasta 2 | Nieuport 12         |
| 32      | 1916. október 10.    | Jasta 2 | F.E.2b              |
| 33      | 1916. október 16.    | Jasta 2 | B.E.2d              |
| 34      | 1916. október 16.    | Jasta 2 | D.H.2               |
| 35      | 1916. október 17.    | Jasta 2 | F.E.2b              |
| 36      | 1916. október 20.    | Jasta 2 | F.E.2b              |
| 37      | 1916. október 22.    | Jasta 2 | Sopwith 1½ Strutter |
| 38      | 1916. október 22.    | Jasta 2 | B.E.2               |
| 39      | 1916. október 25.    | Jasta 2 | B.E.2               |
| 40      | 1916. október 26.    | Jasta 2 | B.E.2               |

## Magyarul megjelent művei
- Bölcke repülőkapitány naplója. Atyjának bevezetésével; Athenaeum, Bp., 1917
- Boelcke százados harctéri beszámolói. 1914. augusztus 1-től 1916. október 28-ig; ford. Németh Bálint; Disciplina, Pécs, 2015 ISBN 978-963-12-3507-4